# Matsushima (1892)
El Matsushima (松島?) fue el segundo buque de la Clase Matsushima de cruceros protegidos de la Armada Imperial Japonesa. Al igual que sus buques gemelos, el Itsukushima y el Hashidate, su nombre viene de uno de los tres lugares más famosos y pintorescos de Japón, en este caso, el archipiélago Matsushima, cerca de Sendai, en la prefectura de Miyagi.

## Diseño y construcción

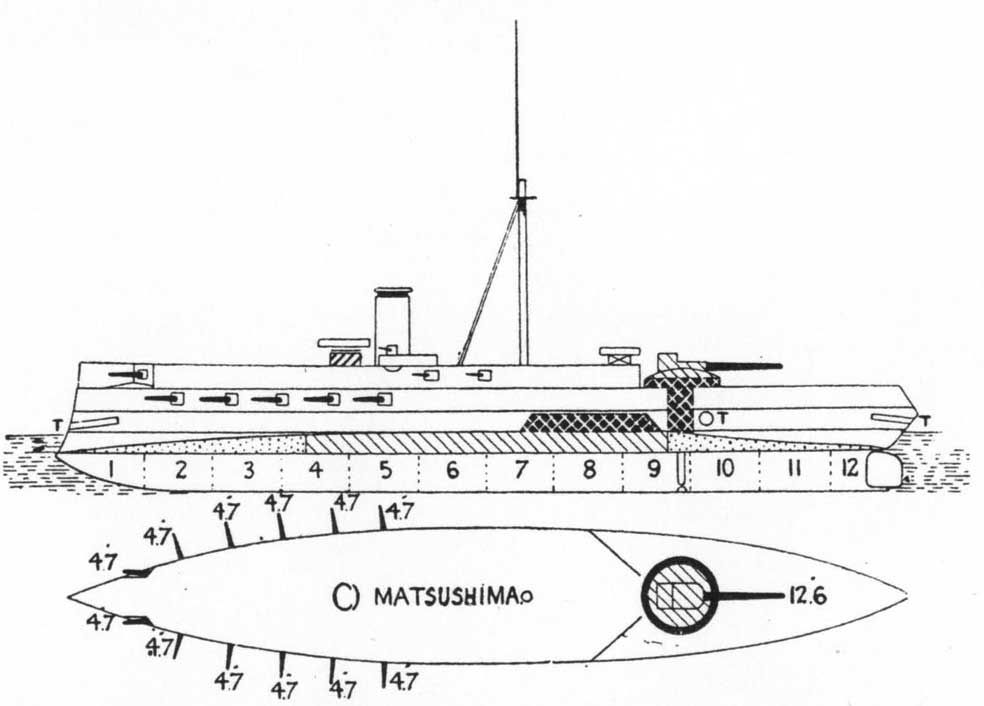
Perfil y planta de crucero Matsushima.

Formando parte de la columna vertebral de la Armada Imperial Japonesa durante la primera guerra sino-japonesa, los cruceros de la clase Matsushima estaban basados en los principios de la Jeune Ecole, promovida por el militar francés y arquitecto naval Emile Bertin.
El Matsushima fue construido en los astilleros navales de la Société Nouvelle des Forges et Chantiers de la Méditerranée, en La Seyne-sur-Mer, Francia. 
El gobierno japonés no tenía los recursos o presupuesto suficientes para construir una gran armada de acorazados para contrarrestar a los pesados buques de la Flota de Beiyang china. En su lugar, Japón adoptó la radical teoría de usar pequeños y rápidos cruceros, con blindaje ligero y artillería de pequeño calibre y largo alcance, con la adaptación de una única gran pieza de 320 mm, del modelo francés Canet.
El Matsushima difería de sus buques gemelos en que esa pieza de 320 mm estaba montada a popa de la superestructura, al contrario de los otros dos buques, que lo montaban a proa.
El diseño resultaba poco práctico, porque el retroceso del enorme cañón era demasiado para un buque de tan poco desplazamiento, y el tiempo de recarga del mismo era excesivamente largo. No obstante, los cruceros clase Matsushima, sirvieron bien a su propósito contra la pobremente equipada y mandada flota china.

## Historia operacional
El Matsushima llegó a Sasebo el 19 de octubre de 1892, y desde junio a noviembre de 1893, el Matsushima, junto a los también cruceros protegidos Takachiho y Chiyoda, realizaron un crucero de 160 días, recorriendo 7000 millas náuticas por las costas de China, Corea y Rusia.
Tras el estallido de la Primera Guerra Sino-Japonesa, el Matsushima fue el buque insignia del almirante Ito Sukeyuki.
El buque jugó un papel importante en la Batalla del Río Yalu, donde una explosión de munición mató a 90 tripulantes, más de la mitad de las bajas japonesas durante la batalla. Durante la misma, el Matsushima disparó sólo 4 veces su pieza de 320 mm, el Itsukushima 5 veces, y el Hashidate también 5 veces. De esos disparos, parece que sólo uno resultó un impacto directo en algún buque de la flota china.
El Matsushima vivió su siguiente acción en la batalla de Weihaiwei. 
El crucero Matsushima figuraba entre las unidades de la flota japonesa que tomaron parte en la invasión japonesa de Taiwán en 1895, y entró en combate el 3 de junio de 1895 en la batalla de Keelung.
Tras el final de la guerra, el Matsushima fue reclasificado como crucero de 2ª clase, el 21 de marzo de 1898. El Príncipe Arisugawa Takehito (1862-1913) fue designado su capitán, seguido de Uryū Sotokichi. 
Desde el 3 de mayo el 15 de septiembre de 1898, el crucero fue asignado a patrullar las aguas entre Taiwán y Manila, durante el periodo de aumento de tensión entre Japón y Estados Unidos, durante la guerra hispano-estadounidense. 

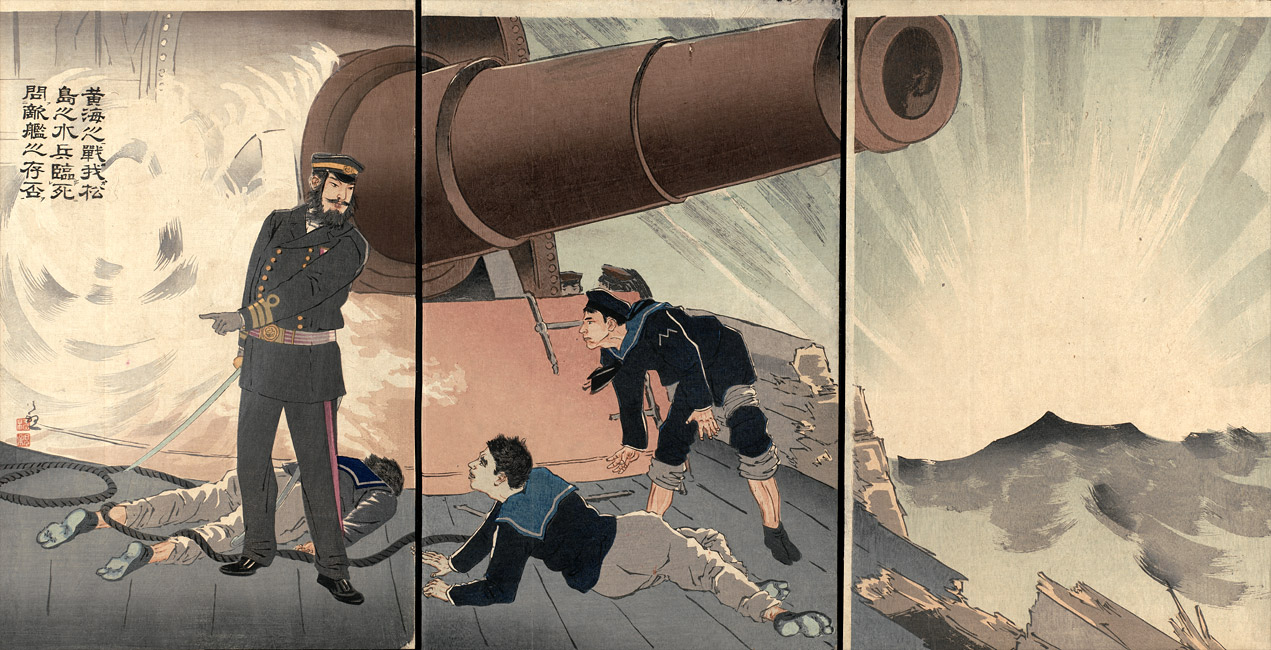
El Matsushima en acción, con su cañón principal Canet. Tríptico de Kobayashi Kiyochika, 1894.

En 1900, el Matsushima sirvió de escolta de transportes japoneses hacia China, durante la Rebelión de los Boxers.
En 1902, el buque fue enviado a la isla Minami Torishima, en respuesta a la reclamación estadounidense sobre la pertenencia de la misma al territorio de los Estados Unidos.
En 1903, el Matsushima realizó el primero de sus cruceros de larga distancia visitando el sudeste de Asia y Australia. Más tarde, repitió este viaje en 1906, 1907 y 1908.

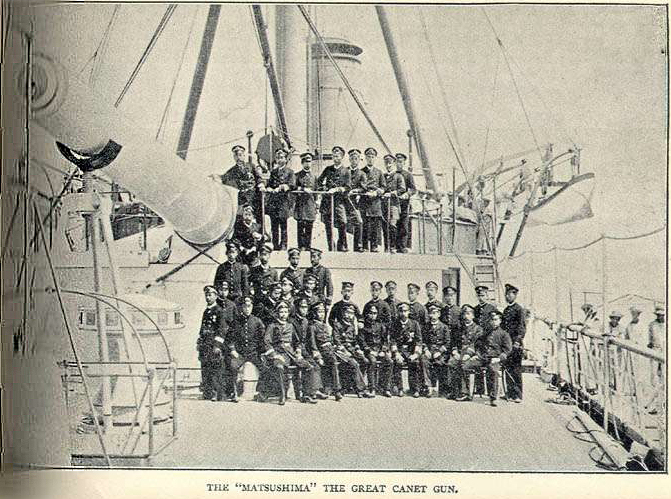
Los oficiales del Matsushima.

Durante la guerra ruso-japonesa, el obsoleto Matsushima y sus buques gemelos fueron asignados al 5º Escuadrón de Reserva de la 3ª Flota, junto al igualmente anticuado buque torreta Chin'en, bajo el mando del almirante Shichiro Kataoka.
Estuvo presente en el bloqueo de Port Arthur, en la batalla del Mar Amarillo y en la decisiva batalla de Tsushima. Más tarde, asignado a la 4.ª Flota Japonesa, fue parte de la flotilla que participó en la invasión japonesa de la isla de Sajalín.

### Hundimiento
El 30 de abril de 1908, durante un crucero de entrenamiento de la Academia Naval Imperial Japonesa, un accidente en el pañol de munición del crucero produjo una masiva explosión que hundió el buque en aguas de las islas Pescadores, Taiwán, con la pérdida de 207 de sus 350 tripulantes.
Un monumento conmemorativo a los buques de la clase Matsushima en general, y al Matsushima en particular, está situado en el templo de Omido-ji, en Mihama, prefectura de Aichi. El monumento contiene uno de los proyectiles de 320 mm del Matsushima, de 450 kg de peso y una altura de 97,5 cm.

## Anexos
- Anexo:Buques de la Armada Imperial Japonesa

## Galería

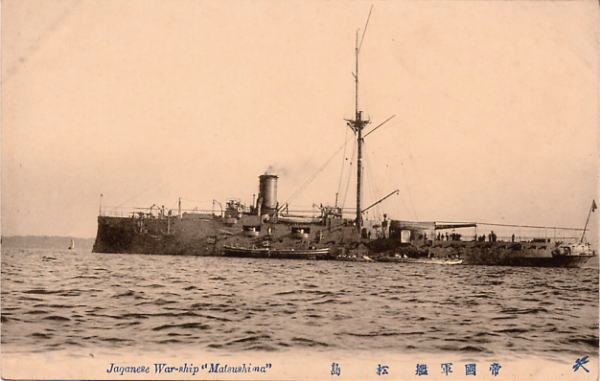
El crucero en una postal de 1905.
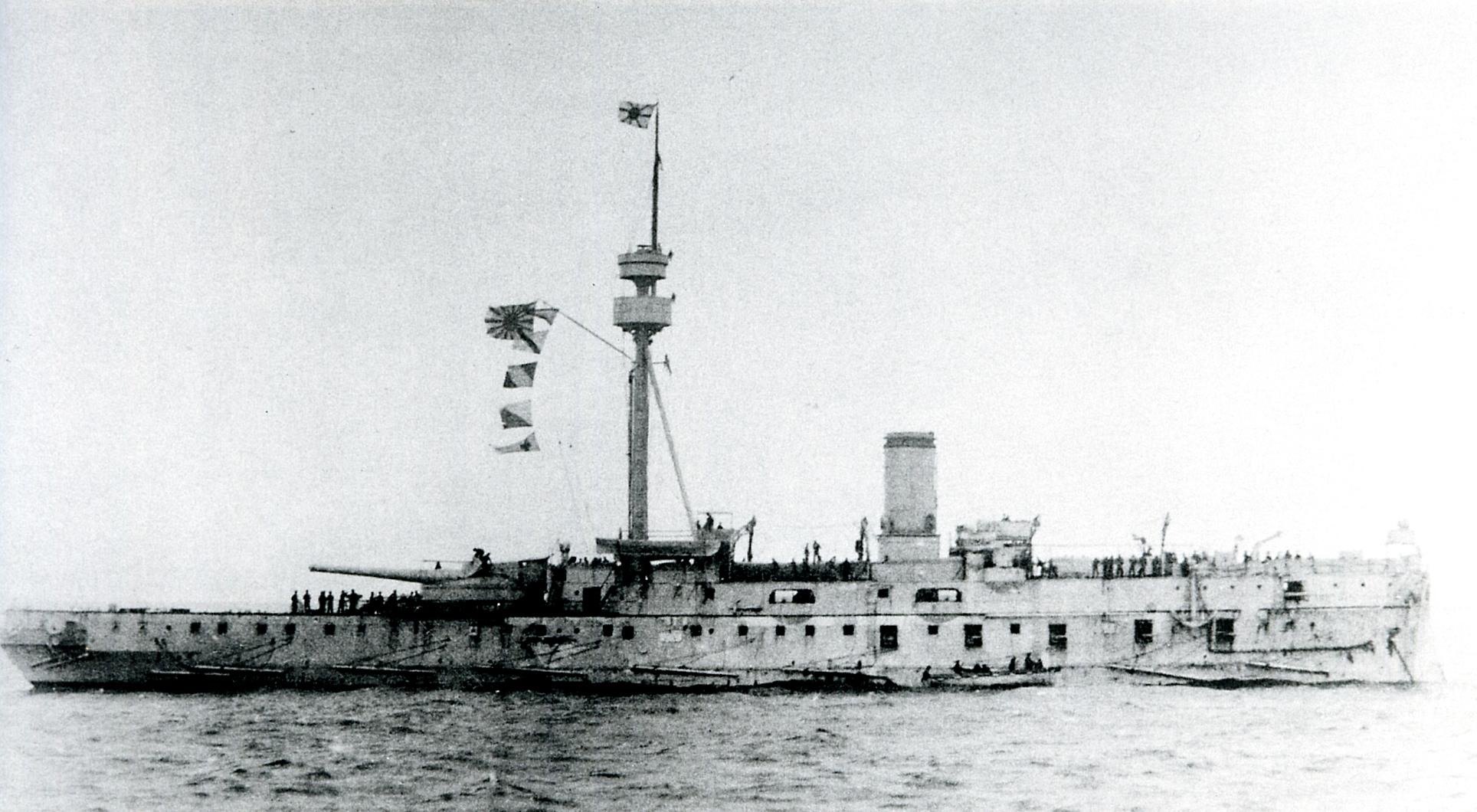
En aguas de las Islas Pescadores, 1895.
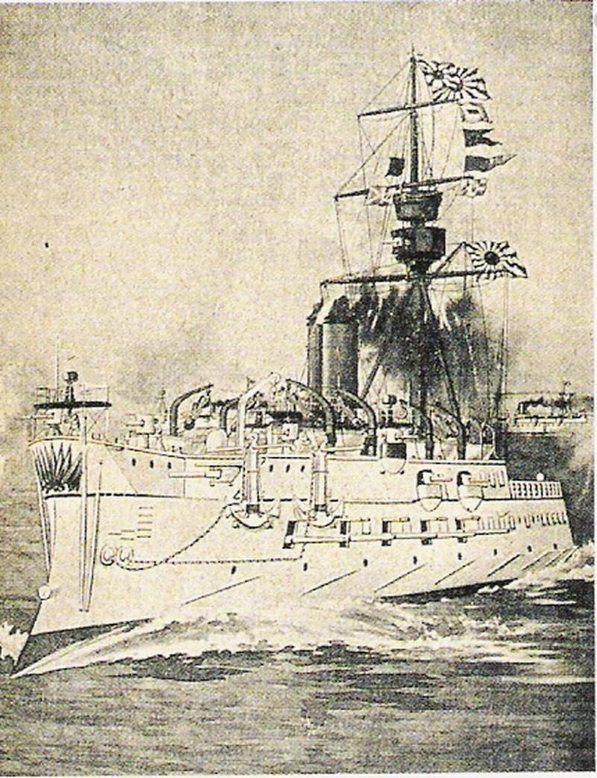
El Matsushima en una ilustración de la época.